# Carlos Marchena
Carlos Marchena López (n. 31 iulie 1979, Sevilla, Andaluzia, Spania) este un fost jucător spaniol de fotbal. În prezent este antrenor secund la Valencia CF.
Cea mai mare parte a carierei sale profesionale (nouă ani) a fost petrecută la Valencia, unde a ajutat clubul să câștige cinci titluri majore, inclusiv două titluri de La Liga. A strâns în total 330 de meciuri și 11 goluri în 13 sezoane, jucând și pentru Sevilla, Villarreal și Deportivo.
Internațional cu Spania în cea mai mare parte a anilor 2000, Marchena a câștigat 69 de selecții și a reprezentat echipa națională în două Cupe Mondiale și două Campionate Europene, câștigând fiecare turneu o dată.

## Statistici carieră

### Club
La 31 May 2014.
| Club          | Sezon         | Campionat        | Campionat | Campionat | Cupă    | Cupă   | Continental | Continental | Total   | Total  |
| Club          | Sezon         | Divizie          | Meciuri   | Goluri    | Meciuri | Goluri | Meciuri     | Goluri      | Meciuri | Goluri |
| ------------- | ------------- | ---------------- | --------- | --------- | ------- | ------ | ----------- | ----------- | ------- | ------ |
| Sevilla       | 1997–98       | Segunda División | 17        | 0         | 0       | 0      | 0           | 0           | 17      | 0      |
| Sevilla       | 1998–99       | Segunda División | 18        | 1         | 8       | 0      | 0           | 0           | 26      | 0      |
| Sevilla       | 1999-00       | La Liga          | 33        | 0         | 0       | 0      | 0           | 0           | 33      | 0      |
| Sevilla       | Total         | Total            | 68        | 1         | 8       | 0      | 0           | 0           | 76      | 1      |
| Benfica       | 2000–01       | Primeira Liga    | 20        | 2         | 0       | 0      | 0           | 0           | 20      | 2      |
| Benfica       | Total         | Total            | 20        | 2         | 0       | 0      | 0           | 0           | 20      | 2      |
| Valencia      | 2001–02       | La Liga          | 16        | 1         | 1       | 0      | 5           | 0           | 22      | 1      |
| Valencia      | 2002–03       | La Liga          | 26        | 0         | 4       | 0      | 9           | 0           | 39      | 0      |
| Valencia      | 2003–04       | La Liga          | 31        | 2         | 5       | 0      | 8           | 0           | 44      | 2      |
| Valencia      | 2004–05       | La Liga          | 32        | 2         | 1       | 0      | 6           | 0           | 39      | 2      |
| Valencia      | 2005–06       | La Liga          | 25        | 0         | 4       | 0      | 3           | 0           | 32      | 0      |
| Valencia      | 2006–07       | La Liga          | 22        | 0         | 2       | 0      | 4           | 0           | 28      | 0      |
| Valencia      | 2007–08       | La Liga          | 28        | 0         | 8       | 0      | 7           | 0           | 43      | 0      |
| Valencia      | 2008–09       | La Liga          | 26        | 1         | 4       | 1      | 7           | 1           | 37      | 3      |
| Valencia      | 2009–10       | La Liga          | 24        | 2         | 3       | 1      | 8           | 0           | 35      | 3      |
| Valencia      | Total         | Total            | 230       | 8         | 32      | 2      | 57          | 1           | 319     | 11     |
| Villarreal    | 2010–11       | La Liga          | 28        | 1         | 0       | 0      | 12          | 2           | 40      | 3      |
| Villarreal    | 2011–12       | La Liga          | 17        | 0         | 1       | 0      | 6           | 1           | 24      | 1      |
| Villarreal    | Total         | Total            | 45        | 1         | 1       | 0      | 18          | 3           | 64      | 4      |
| Deportivo     | 2012–13       | La Liga          | 22        | 2         | 1       | 0      | 0           | 0           | 23      | 2      |
| Deportivo     | 2013–14       | Segunda División | 22        | 3         | 1       | 0      | 0           | 0           | 23      | 3      |
| Deportivo     | Total         | Total            | 44        | 5         | 2       | 0      | 0           | 0           | 46      | 5      |
| Total carieră | Total carieră | Total carieră    | 407       | 16        | 43      | 2      | 75          | 4           | 525     | 22     |